# 高田総統
高田総統（たかだそうとう）は、ハッスルエンターテインメントが主催するイベント「ハッスル」の中でハッスル軍と対抗する高田モンスター軍の総統である。元プロレスラーの高田延彦と顔、声、体格などそっくりだが、髙田延彦とは古くからの友人であり全くの別人という設定になっている。

## 概説
ハッスル2にて突如登場した。ハッスルでは試合終了後の高田総統劇場に登場し、特に後楽園ホールでは西側のバルコニーから現れるため、観客を見下ろす形で登場する。入場テーマ曲はエドワード・エルガーの『威風堂々』である。ダジャレや物真似、芸能人の名前を出すなどの時事ネタといった話術に優れており、ハッスルが開催されるたびに信者が増加しているほどである。
当初はブーイングを好んでいたが、ハッスルハウスvol.10以降は拳を二回胸に叩きつけて「総〜統」と言いながら放つ総統コールが定着。小さいとすぐに機嫌が悪くなる。また、高田延彦に関するネタが出た場合においても困惑することがある。
また他者に、自分の決めセリフを先に言われると途端に不機嫌になる。退散時モンスターＫ川田利明に「バッドラック」を先に言われた際には頻りに注意をしており以後の大会で目を合わせようともしなかった程である。「高田総統劇場」開演の際にマイクがＯＮになっていなかった事もありその際も途轍もなく不機嫌になった。
地方で大会が開催された際は、ご当地ネタ（主にご当地出身タレント等のモノマネ）を披露する事もある（例：新潟県＝田中角栄など）。
それに乗じて「ご当地限定モンスター」も登場する事も多い。
特技は「ビターン」で、あらゆる物をモンスターに仕立てる。「ビターン」は「びびってたじろく」に由来しており、「びびったか、たじろいだか」という台詞がそれを物語っている。「ビターン」の方法は嗜好品の葉巻を一回円を描くように動かした後に前に突き出す。バリエーションには「Wビターン」、「偽装表示ビターン」、「ビターン・ウィッシュ」、後述の「ハイパービターン」、「戦国ビターン」、「改造ビターン」などがある。
「日本のプロレス界を根こそぎブチ壊す！」という台詞からもわかるように、過去の栄光にしがみつく現在の日本のプロレスを好んでいないようである。
服装は、宇宙戦艦ヤマトのデスラー総統を思わせる衣装を用いる。初期の頃は紫色であったが、主催がハッスルエンターテインメントに替わって以降は黒色が定着している。また、クリスマス限定で紫色のサンタクロースの衣装を着る場合があり、通称「総統サンタ」と呼ばれている。特に夏用衣装が無いようで、「このクソ暑いのにこの私にこんな格好させやがって」とよくネタにする。

## 台詞、口癖について
よく用いる台詞、口癖を以下に挙げる。
我こそが高田モンスター軍の総統、そしてハッスルの偉大なる支配者、高田だ!（自己紹介）
びびったか、たじろいだか!
これでもかー、これでもかっ!
こんのぉ野郎〜!
んーーー？？？
今夜この会場に来ている、暇で暇で仕方の無い下々の諸君
バッドラックだ!（退散）

## 化身について
高田総統には「闘う化身」が存在しており、現在判明しているのはザ･エスペランサーと高田将軍のみである。いずれも高田総統のほんの一部にすぎず、仮に戦闘不能に陥った場合でも高田総統の心身に影響はない。

### ザ・エスペランサー
高田総統の「ハイパービターン」にて登場する。入場曲は高田延彦と同じく『Training Montage』である。外見及び技の多くは高田延彦に似ている部分が多いが、試合では積極的には動かずに相手の様子をうかがいながら、カウンター及び右のローキック主体に攻撃する。特に、「レーザービターン」は圧倒的な破壊力があり、会場のセットを破壊するほどである。初登場したハッスル・エイド2006ではTAJIRIを、ハッスル・マニア2006ではHGを右のハイキックで倒した。なお、このハイキックはジャイアント・シルバの顔面には届かない。
ハッスル・マニア2006では、オカリナの音色によってザ･エスペランサーの動きが止まるという唯一の弱点が明かされたが、モンスター軍がオカリナを強奪した後に、オカリナを吹いたニューリン様を「レーザービターン」で打ち抜いて瀕死の重傷を負わせた。ハッスル・マニア2007の坂田亘戦の時点で完全無欠の状態であったが、「レーザービターン」が妖精さんによって跳ね返されてダメージを受けた。
その後、ハッスル・マニア2008では、エスペランサー・ザ・グレートとして復活を果たした。ハッスル・ツアー・クリスマスSPにて、高田総統が闘う化身の投入を予告する発言をほのめかしたことや、モンスター軍関係者が秘密基地でエスペランサーらしき兵器を見かけたことを洩らしたことから、エスペランサーの登場はファンや関係者の間では噂になっていた。試合では、モンスターKとタッグを組み、グレート・ムタやボノちゃんを苦しめたが、途中でムタとともに魔界の穴に転落した。
ハッスル・エイド2009では、マグナムTOKYOを倒すためエスペランサー・ザ・ゴッドとして登場した。試合ではエスペランサーが優位に進めるものの、「レーザービターン」がマグナムTOKYOの咄嗟の判断によって打ち抜く方向を変えられてしまい、自分自身を打ち抜いて戦闘不能となった。

### 高田将軍
高田総統の「戦国ビターン」にて登場する。大晦日ハッスル祭り2007にて初登場した。戦国時代の武将を思わせる外見とザ･エスペランサー以上の破壊力といわれるレーザービターン以外は不明点が多い。なお、「高」の字は正式には異字体の「髙（はしごだか）」である。

## 改造ビターンについて
高田総統に「ビターン」を注入されることによって、モンスターに仕立てることができるのは前述の通りであるが、ビターンの一つに「改造ビターン」というものがある。これは、通常の「ビターン」とは異なり、凶暴性のさらなる向上、「ビターン」を注入したモンスターに対して重複の注入が可能、洗脳を解いた場合に元の姿に戻ることができない等の効果をもたらす。既に、カウボーイ・ランスケイドとレネ・ボナパルトに注入しており、彼らはアルマとゲドンという禁断のラストウェポンに変貌している。

## 関連事項
- 高田延彦